# ماثيو ويليام
ماثيو ويليام (31 ديسمبر 1976 في ماليزيا - ) هو لاعب كريكت ماليزي. شارك في دورة ألعاب الكومنولث 1998. وشارك مع منتخب ماليزيا الوطني للكريكت.